# Aurelio Gerin
Aurelio Gerin (Romans d'Isonzo, 31 ottobre 1938) è un allenatore di calcio ed ex calciatore italiano, di ruolo difensore.

## Caratteristiche tecniche
Giocò nel ruolo di terzino sinistro.

## Carriera

### Club
Giocò in Serie A con Alessandria e Mantova.

### Allenatore
Ha allenato per due stagioni la Vibonese.